# Len Bias
Leonard Kevin Bias, detto Len (Landover, 18 novembre 1963 – Riverdale Park, 19 giugno 1986), è stato un cestista statunitense che giocava come ala grande.
Considerato uno dei più grandi prospetti della sua generazione, tanto da essere paragonato al coetaneo Michael Jordan, venne selezionato come seconda scelta al draft 1986, ma morì tragicamente due giorni dopo per un'aritmia cardiaca provocata dall'assunzione di cocaina.
Era soprannominato dagli amici "Frosty", nomignolo che gli venne dato dal parroco della sua cittadina perché era un ragazzo molto serio e umile.

## Biografia

### Liceo e college
Dopo aver frequentato la Northwestern High School, si iscrisse alla University of Maryland, dove divenne ben presto la stella indiscussa. Impressionanti erano le sue capacità sia fisiche che atletiche, unite a una grande abilità nel battere l'uomo e a creare spazi per i compagni. Inoltre era dotato di un gran tiro dalla media e di un grande capacità di salto che lo rendevano molto abile a rimbalzo, nonostante fosse più basso rispetto ai pariruolo. Durante il suo ultimo anno, molte squadre NBA mandarono i loro talent scout a visionarlo e alcuni iniziarono a paragonarlo a Michael Jordan, all'epoca al secondo anno nella lega.

### Il draft e la morte
Il 17 giugno 1986 Bias è stato selezionato al Draft come seconda scelta assoluta dai Boston Celtics, campioni NBA uscenti nella cerimonia tenutasi a New York al Madison Square Garden. Arnold "Red" Auerbach, presidente della squadra, aveva ceduto la guardia Gerald Henderson (decisivo nella vittoria del titolo) e contanti ai Seattle SuperSonics nell'aprile 1984, in cambio della loro prima scelta al draft di due anni dopo. Auerbach puntava su due giocatori in particolare: Brad Daugherty, centro della North Carolina University, e Bias. Il primo fu selezionato da Cleveland, che aveva acquistato il diritto di scelta di Philadelphia in cambio di Roy Hinson, così i Celtics si concentrarono su Bias. Quest'ultimo aveva già fatto un provino con la squadra di Boston, su consiglio di Lefty Driessel (coach di Bias all'università). La dirigenza bostoniana fu decisamente felice dell'acquisto: addirittura Larry Bird si disse disponibile a partecipare al rookie camp di luglio e fare da "chioccia" al nuovo arrivato, così come Cowens aveva fatto con lui e come Havlicek fece con Cowens, nella migliore delle tradizioni Celtics.
Il giorno dopo Bias e suo padre si recarono a Boston per firmare il contratto con la squadra e quelli con gli sponsor, tornando in giornata al campus. Durante il tragitto dall'aeroporto all'università, Bias venne fermato dalla polizia per un controllo: stava infatti tornando da Montana Avenue, un'area fuori città nota per lo spaccio e il consumo di droga. Tuttavia, non fu rinvenuta alcuna traccia di stupefacenti. Tornato al campus, si incontrò con alcuni amici per festeggiare e poi si recò ad un party organizzato in suo onore. Fu probabilmente in quella occasione che Bias assunse la dose fatale di cocaina: nella notte del 19 giugno, Bias si sentì male. Tutti i tentativi di fargli riprendere conoscenza risultarono vani: quando arrivò l'ambulanza, il giovane giocatore era già incosciente e non respirava. Trasportato in ospedale, fu messo immediatamente in terapia intensiva e si tentò l'impianto di un minuscolo pacemaker per ripristinare il battito cardiaco. Fu dichiarato ufficialmente deceduto alle 08:55 del mattino. Quattro giorni dopo, più di 11.000 persone si recarono ai suoi funerali presso la Cole Field House, centro ricreativo per gli studenti dell'università. Fra coloro che presero parte all'orazione funebre ci fu anche Red Auerbach. Fu sepolto al Lincoln Memorial di Suitland, e il 30 giugno 1986 i Celtics donarono in memoria la maglia numero 30 alla madre, Lonise Bias.
La tragica morte di Len Bias ebbe molte ripercussioni sulla società statunitense. Il 27 ottobre 1986 il presidente Reagan firmò la cosiddetta Len Bias law, inasprendo le pene per lo spaccio di droga e sancendo la piena responsabilità dello spacciatore in caso la vendita di droga porti alla morte del compratore.
Anche il sistema dello sport universitario americano subì dei cambiamenti. Prima del 1986 nessuno era veramente interessato al rendimento scolastico degli atleti, basti pensare che lo stesso Bias era considerato uno studente, sebbene fosse indietro di 21 crediti e nell’ultimo semestre non avesse superato un solo esame. Da quel momento in avanti agli atleti venne richiesto di tenere un punteggio minimo annuale, a prescindere dai risultati sportivi.

## Statistiche

### College
| Anno      | Squadra            | PG  | PT  | MP   | TC%  | 3P%  | TL%  | RP  | AP  | PRP | SP  | PP   |
| --------- | ------------------ | --- | --- | ---- | ---- | ---- | ---- | --- | --- | --- | --- | ---- |
| 1982-1983 | Maryland Terrapins | 30  | 13  | 22,0 | 47,8 | 27,3 | 63,6 | 4,2 | 0,7 | 0,3 | 0,5 | 7,1  |
| 1983-1984 | Maryland Terrapins | 32  | 31  | 34,5 | 56,7 | -    | 76,7 | 4,5 | 1,5 | 0,4 | 0,8 | 15,3 |
| 1984-1985 | Maryland Terrapins | 37  | 37  | 36,5 | 52,8 | -    | 77,7 | 6,8 | 1,8 | 0,9 | 0,9 | 18,9 |
| 1985-1986 | Maryland Terrapins | 32  | 32  | 37,0 | 54,4 | -    | 86,4 | 7,0 | 1,0 | 0,8 | 0,4 | 23,2 |
| Carriera  | Carriera           | 131 | 113 | 32,8 | 53,6 | 27,3 | 79,5 | 5,7 | 1,3 | 0,6 | 0,7 | 16,4 |

## Palmarès
- NCAA AP All-America First Team (1986)
- NCAA AP All-America Second Team (1985)